# 로니 콕스
로니 콕스(Ronny Cox 1938년 7월 23일 ~ )는 미국의 배우, 싱어송라이터, 기타리스트이다.

## 출연 작품

### 드라마
- 에이전시

### 영화
- 로보캅
- 머더 1600
- 베버리 힐스 캅 2